# Schinderhanneshöhle (Berglicht)
Die Schinderhanneshöhle ist eine etwa fünf Meter lange Höhle beim Naturdenkmal Berger Wacken im Hunsrück,
gelegen zwischen den Orten Berglicht und Talling im Landkreis Bernkastel-Wittlich.
Dort soll ein Lagerplatz des Räuberhauptmanns Schinderhannes gewesen sein.